# San Jacinto Amilpas
San Jacinto Amilpas è un comune del Messico, situato nello stato di Oaxaca.